# NGC 6988
NGC 6988 (другие обозначения — PGC 65732, ZWG 425.20, NPM1G +10.0499) — галактика в созвездии Дельфин.
Этот объект входит в число перечисленных в оригинальной редакции «Нового общего каталога».